# Mr. Brooks
Mr. Brooks – amerykański film fabularny (thriller) z 2007 w reżyserii Bruce’a A. Evansa

## Fabuła
Mr. Brooks wiedzie spokojny żywot, ale jego demoniczna natura objawia się, kiedy do głosu dochodzi jego alter ego, Marshall. Marshall to bezwzględny psychopata – z dziką pasją dokonuje brutalnych morderstw. Śledztwo w tej sprawie podejmuje nieugięta pani detektyw Attwood. Znajomość ze wzbudzającym podejrzenia panem Brooksem narazi ją na śmiertelne niebezpieczeństwo

## Obsada
- Kevin Costner – Earl Brooks
- William Hurt – Marshall
- Demi Moore – Tracy Atwood
- Dane Cook – Smith
- Marg Helgenberger – Emma Brooks
- Danielle Panabaker – Jane Brooks
- Ruben Santiago-Hudson – Hawkins
- Aisha Hinds – Nancy Heart
- Phillip DeVona – kapitan Lister
- Jason Lewis – Jesse Vialo

## Nominacje
- Światowa Akademia Muzyki Filmowej
  - WSA — Muzyczne odkrycie roku Ramin Djawadi[1].